# Тискре (Таллин)
Ти́скре (эст. Tiskre) — микрорайон в районе Хааберсти города Таллина, Эстония. 

## География

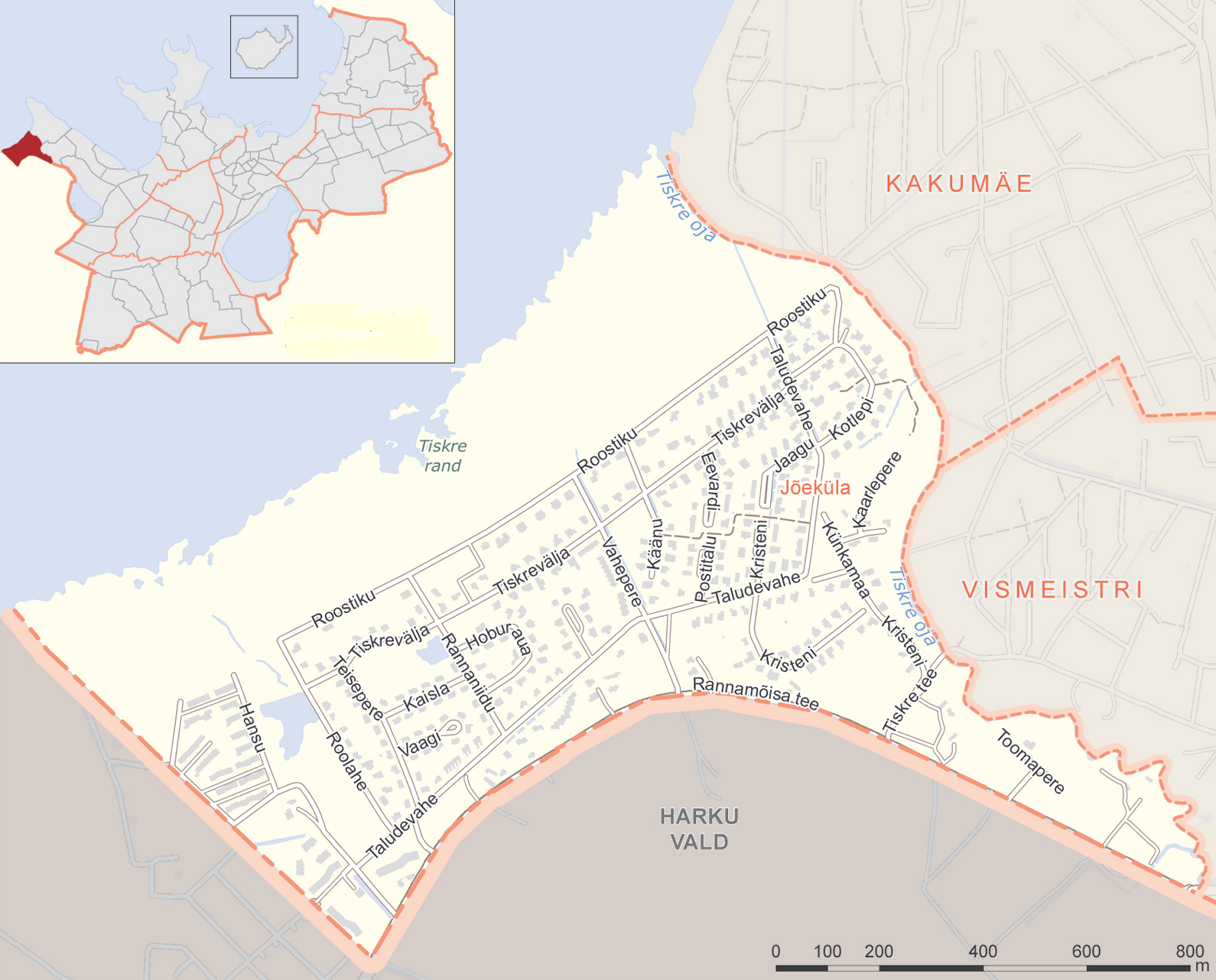
Карта микрорайона Тискре

Расположен на западе Таллина, на берегу залива Какумяэ. Ручей Тискре отделяет его от микрорайонов Какумяэ и Висмейстри. Граничит с волостью Харку уезда Харьюмаа. Площадь — 1,39 км². Плотность населения на 1 января 2023 года — 1513,7 чел/км². На территории микрорайона находится пляж Тискре.

## Улицы
Основные улицы микрорайона Тискре: Клоогаранна, Роостику, Талудевахе, Тискре, Тискревялья.

## Население
| Численность населения микрорайона Тискре на 1 января по данным Регистра народонаселения | Численность населения микрорайона Тискре на 1 января по данным Регистра народонаселения | Численность населения микрорайона Тискре на 1 января по данным Регистра народонаселения | Численность населения микрорайона Тискре на 1 января по данным Регистра народонаселения | Численность населения микрорайона Тискре на 1 января по данным Регистра народонаселения | Численность населения микрорайона Тискре на 1 января по данным Регистра народонаселения | Численность населения микрорайона Тискре на 1 января по данным Регистра народонаселения | Численность населения микрорайона Тискре на 1 января по данным Регистра народонаселения |
| 2008                                                                                    | 2010                                                                                    | 2011                                                                                    | 2012                                                                                    | 2013                                                                                    | 2014                                                                                    | 2015                                                                                    | 2016                                                                                    |
| --------------------------------------------------------------------------------------- | --------------------------------------------------------------------------------------- | --------------------------------------------------------------------------------------- | --------------------------------------------------------------------------------------- | --------------------------------------------------------------------------------------- | --------------------------------------------------------------------------------------- | --------------------------------------------------------------------------------------- | --------------------------------------------------------------------------------------- |
| 1373                                                                                    | ↗1507                                                                                   | ↗1585                                                                                   | ↗1696                                                                                   | ↗1711                                                                                   | ↗1837                                                                                   | ↗1847                                                                                   | ↗1879                                                                                   |
| 2017                                                                                    | 2018                                                                                    | 2019                                                                                    | 2020                                                                                    | 2021                                                                                    | 2022                                                                                    | 2023                                                                                    |                                                                                         |
| ↗1940                                                                                   | ↗1983                                                                                   | ↗1999                                                                                   | ↗2072                                                                                   | ↘2068                                                                                   | ↘2048                                                                                   | ↗2401                                                                                   |                                                                                         |

## История
Микрорайон был создан в 1975 году на большей части исторической деревни Тискре (в 1900 году упоминается как Тишер) и получил её название. В письменных источниках 1522 года деревня упоминается как Tiszkeranne, 1531 года — Diskerkulle, в 1798 году упоминается мыза Tischer (на нижненемецком Discher). Восточная часть микрорайона Тискре — это бывшая деревня Йыэкюла (эст. Jõeküla — букв. «Речная деревня»), которая располагалась по обе стороны ручья Тискре. 
В XVIII столетии Тискре стала известным местом летнего отдыха. Здесь находились летняя мыза Лукка (Lucca, впервые упоминается в 1754 году) и мыза Тишер (Tischer). 
В 2019 году из всех микрорайонов Таллина только жители Тискре зарабатывали в месяц больше, чем стоил квадратный метр местной жилплощади: по данным Департамента статистики, месячный брутто-доход жителей Тискре составлял в среднем 1897 евро, средняя стоимость квадратного метра жилплощади в Тискре составляла 1806 евро.

## Инфраструктура
В настоящее время Тискре — столичный район, застроенный индивидуальными и рядными жилыми домами. Ближайшие магазины, автозаправки, детские и учебные учреждения расположены в микрорайоне Какумяэ и посёлке Табасалу. 

## Общественный транспорт
По территории Тискре проходит городской автобусный маршрут № 4.

## Происхождение топонима
Discher — это слово из среднего нижненемецкого языка, которому в верхненемецком языке соответствует Tischler («плотник», «мебельщик»). Топоним может также происходить от личного имени.

## Галерея

Микрорайон Тискре
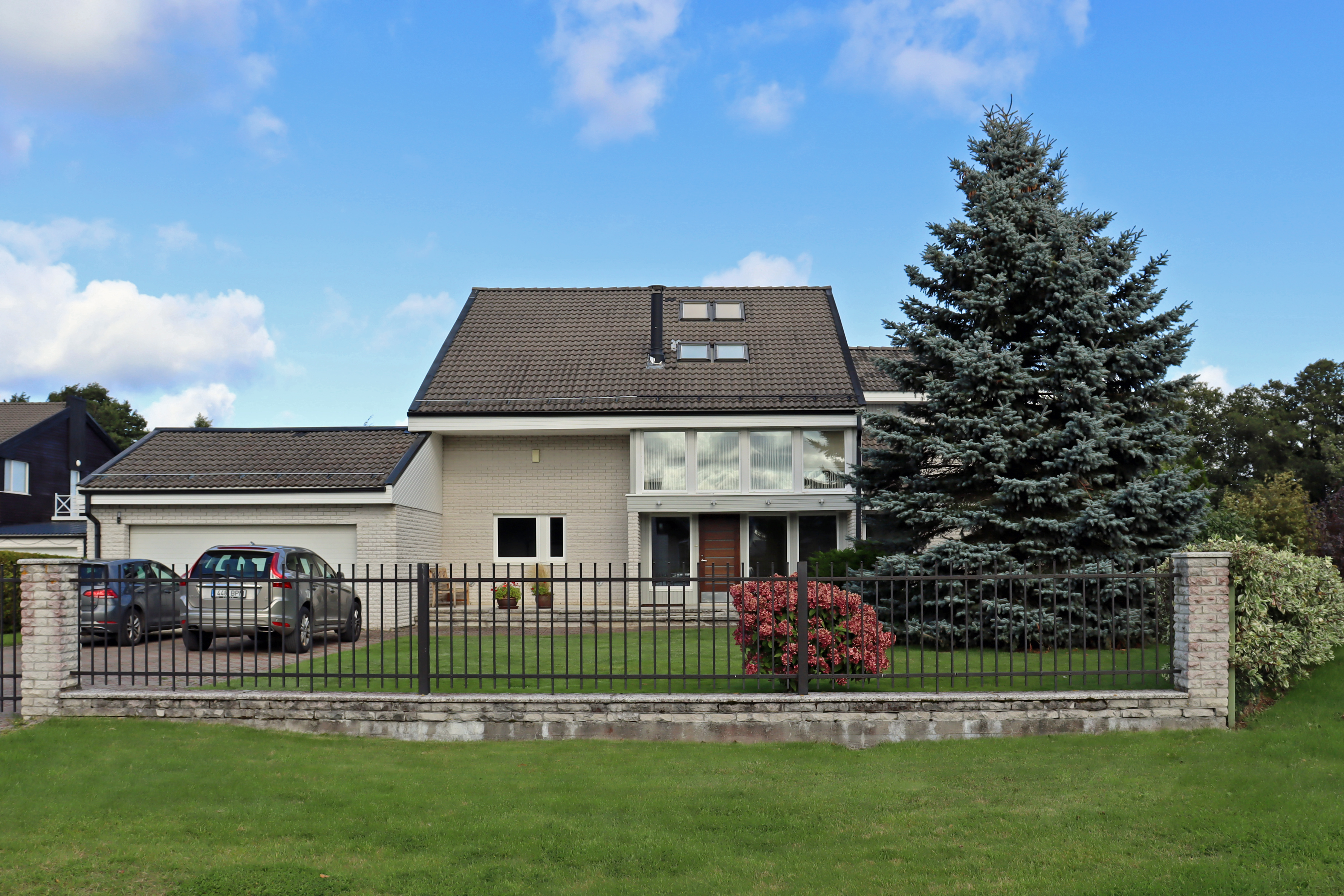
Улица Котлепи
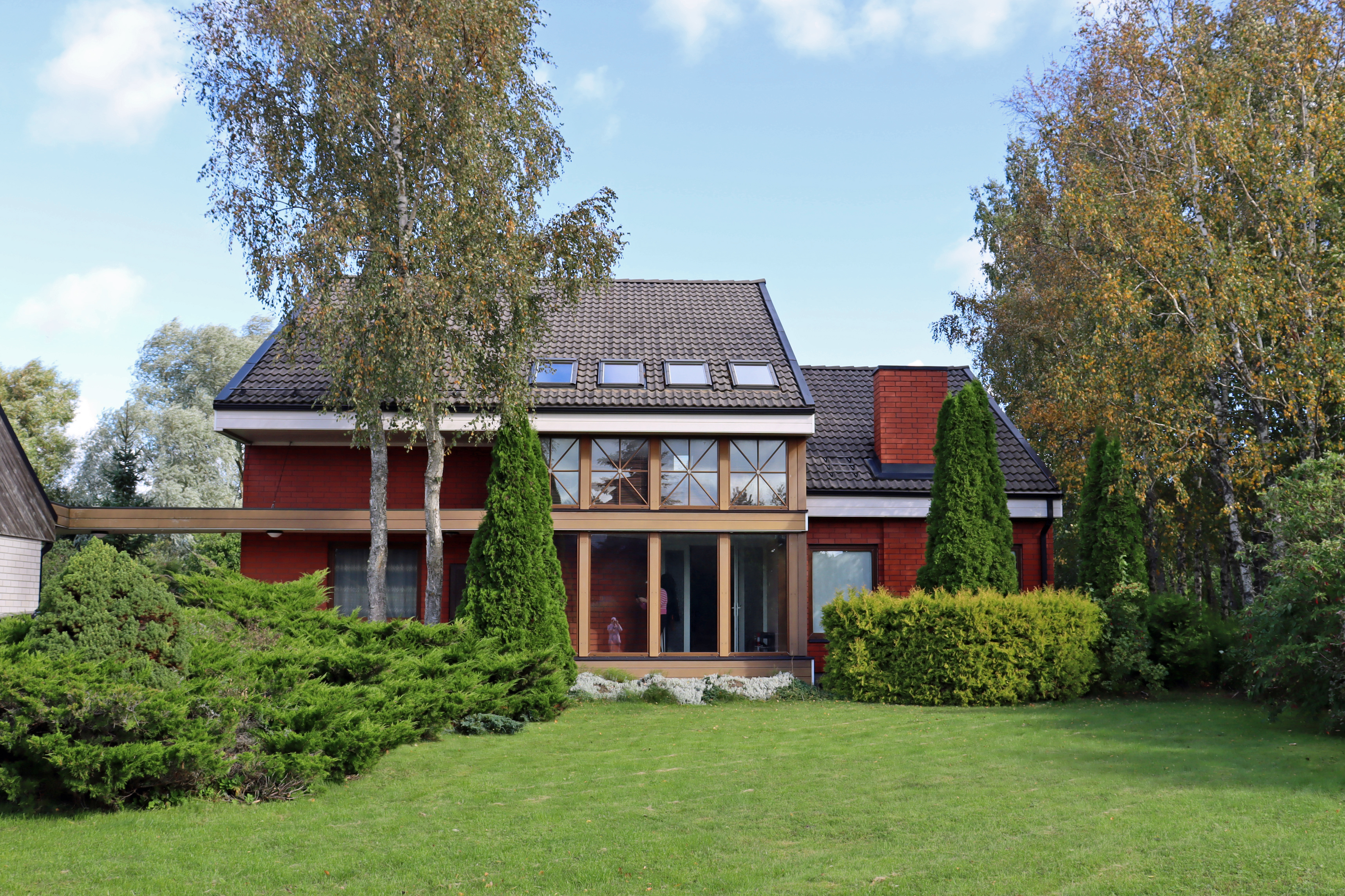
Особняк на улице Котлепи
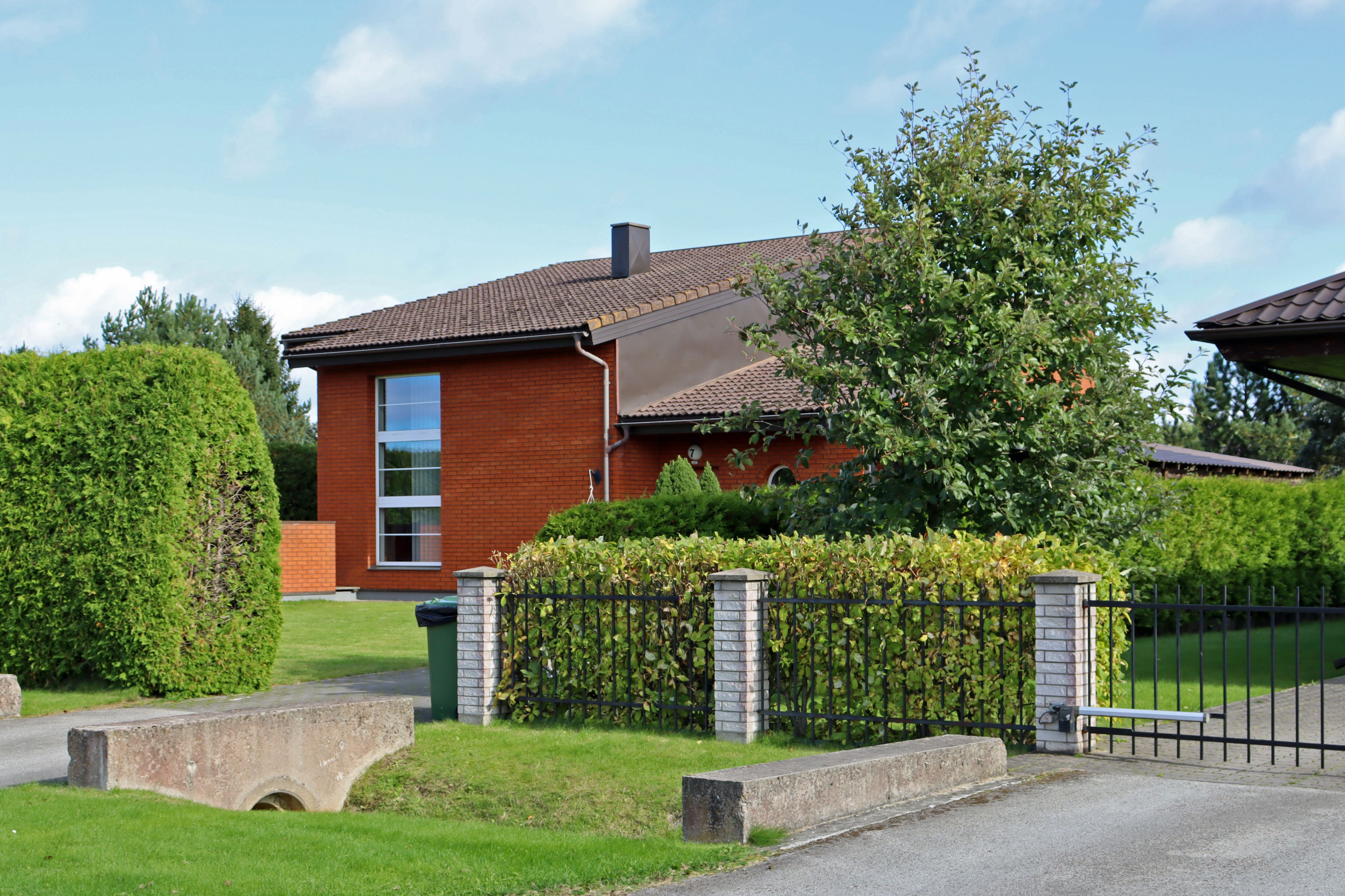
Улица Поститалу
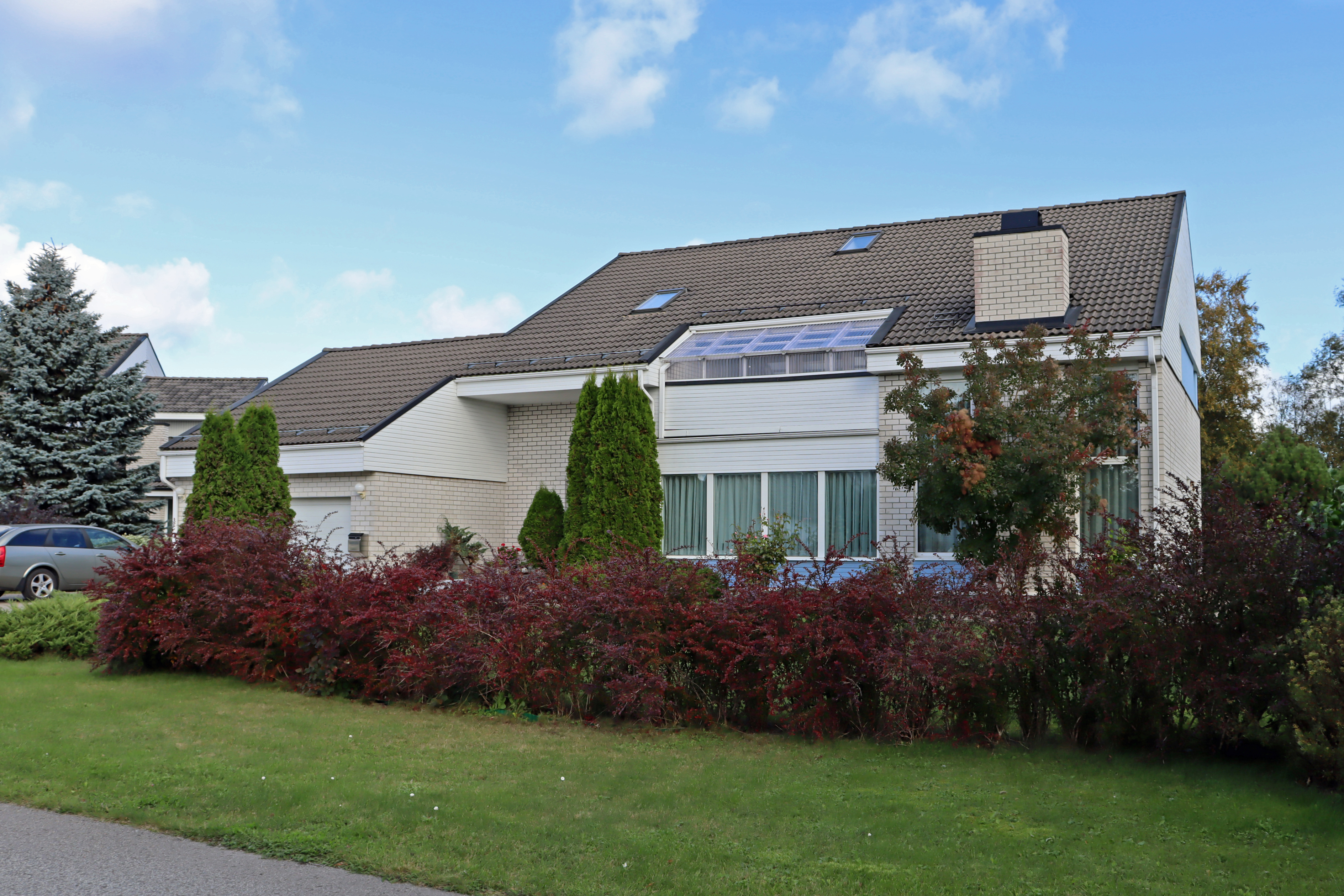
Жилой дом
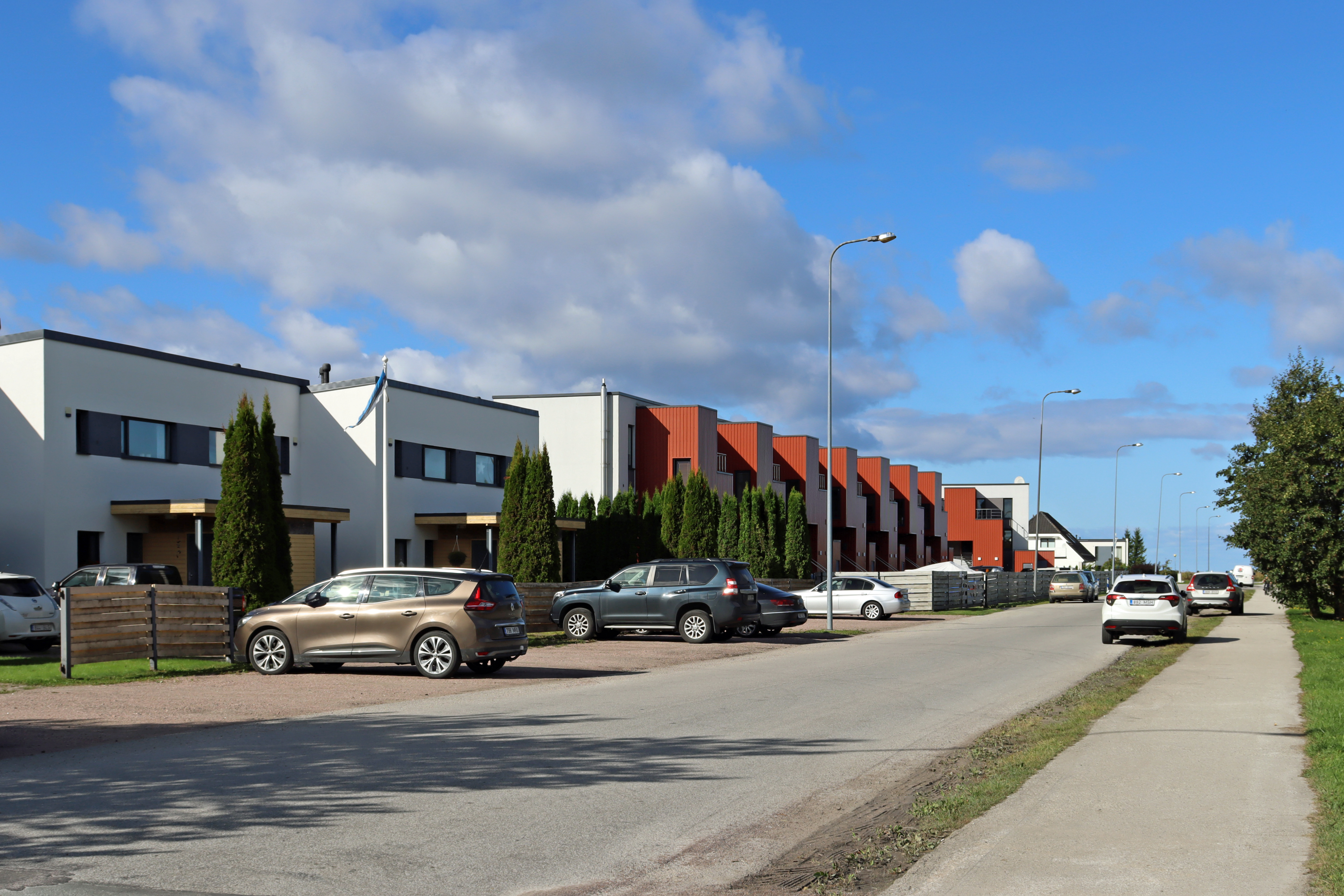
Рядные жилые дома на улице Вахепере